# Miraflores Bajo (Piura)
Miraflores Bajo es un caserío peruano ubicado en el distrito de Tambogrande, perteneciente a la provincia y departamento de Piura, al norte del Perú. 

## Ubicación
Miraflores Bajo se ubica al noreste de la provincia de Piura, en el distrito de Tambogrande, en el departamento de Piura.

## Demografía
En 2017 Miraflores Bajo tenía una población de 228 habitantes.
| Gráfica de evolución demográfica de Miraflores Bajo entre 1993 y 2017 |
|                                                                       |
| Fuentes: Población 1993 y 2017                                        |